# Hotel Abbazia
Hotel Abbazia je peti detektivski  roman slovenskega pisatelja Avgusta Demšarja. Izšel  je marca 2011 pri založbi Sanje. Žirija za Delovno literaturo je roman uvrstila med deseterico nominirancev za prestižno kresnikovo nagrado. Govori o petem primeru inšpektorja Martina Vrenka, ki ne more iz svoje kože niti na dopustu v Opatiji. 

## Vsebina
Višnji kriminalistični inšpektor Martin Vrenko je imel še nekaj dni lanskega dopusta, zato sta se z ženo Mojco odpravila na počitnice na Hrvaško, natančneje v  Opatijo. Žena je na plaži prebirala knjige, ki so se ji nabrale  čez celo leto. Tudi detektiv Vrenko je užival na plaži, prebiral časopise in opazoval dogajanje na morju, vendar mu je kmalu postalo dolgčas.
Ob prebiranju lokalnega časopisa ga je pritegnil članek o zločinu, ki se je zgodil v Opatiji: Umoril ženo, nato si sodil sam. Njegova predanost poklicu in tudi dolgčas sta pripomogla k vse večjem zanimanju za ta primer. Njegovo nestrpnost je opazila tudi njegova žena Mojca in mu svetovala naj obišče kriminalista, ki je zadolžen za ta primer. 
Martin Vrenko je obiskal prijatelja in kriminalista, Ante Houro. Našel ga je v prijetni konobi, ob morju. Poleg njega je bilo še nekaj kriminalistov. Vrenko je načel pogovor o primeru in tako so se začeli pogovarjati in reševati primer.

## Zbirka
Knjiga je peti zaporedni detektivski roman, kateri govori o primerih inšpektorja Vrenka, ki se iz Maribora zdaj seli vse do Opatije. Zbirka detektivskih romanov ni določena. Do zdaj jih je izšlo že šest: Olje na balkonu  2007 (Prvi primer inšpektorja Vrenka), Retrospektiva  2008 (Drugi primer inšpektorja Vrenka), Tanek Led  2009 (Tretji primer inšpektorja Vrenka), Evropa  2010 (Četrti primer inšpektorja Vrenka), Hotel Abbazia  2011 (Peti primer inšpektorja Vrenka), Obsedenosti v času krize  2012 (Šesti primer inšpektorja Vrenka).

## Ocene in nagrade
Avgust Demšar je bil za ta roman nominiran za kresnikovo nagrado.

## Izdaje in prevodi
Prva izdaja romana je izšla marca 2011, pri založbi Sanje. (COBISS)